# 十九點財經改革措施
十九點財經改革措施為戰後台灣重要財經政策方案，1960年由行政院美援運用委員會宣布。因應美援停止後的該經濟措施，主要目的在於美援結束後，台灣經濟能夠達到自給自足程度。

## 背景
十九點財經改革措施公佈實施，實為美國建議的八大項應對策略；之後美援會根據此八項策略增修為此措施，並由尹仲容敲定。其內容涵蓋台灣財政經濟的預算、金融、外匯與貿易等四大層面。該十九點措施均順利完成，並成為加速經濟發展方案、第三期臺灣經濟建設四年計畫、獎勵投資條例等方案計劃或相關法律的依據，甚至成為1970年代十大建設的根基。

## 內容
十九點財經改革措施主要內容分別為：
- 獎勵儲蓄
- 創設資本市場
- 經濟活動正常化
- 扶植民營事業
- 鼓勵投資
- 改善投資環境
- 成立公用事業費率委員會
- 凍結軍費
- 改善租稅制度
- 調整公務人員待遇
- 建立中央銀行體系
- 單一匯率
- 鼓勵出口